# Federica de Cesco
Federica de Cesco (Pordenone, Italië, 23 maart 1938) is een Italiaans-Duitse schrijfster.

## Biografie
De Cesco heeft een Italiaanse vader en een Duitse moeder. Tijdens haar jeugd woonde ze in verschillende landen binnen en buiten Europa, onder andere in Italië, Frankrijk, Noord-Duitsland, België en Ethiopië. De meisjesboeken die ze te lezen kreeg, vond ze niet goed genoeg. Daarom begon ze al heel jong zelf boeken te schrijven. Als debuut schreef ze het indianenverhaal 'De Rode Zijdesjaal' in 1956. Ze was toen achttien jaar. De Cesco studeerde kunstgeschiedenis en psychologie aan de Universiteit van Luik. In 1962 trok ze naar Zwitserland, ze woont daar in de stad Luzern. Sinds 1971 is ze getrouwd met de Japanse fotograaf Kazuyuki Kitamura, met wie ze vaak op reis gaat. Samen schreven ze enkele reisboeken. Ze hebben twee kinderen.

## Profiel
De eerste boeken van De Cesco waren romantische avonturenverhalen die zich in verre landen afspelen en altijd goed aflopen. Later werden de verhalen minder avontuurlijk en kwam er meer aandacht voor het karakter van de hoofdpersonen, meestal jonge vrouwen in een niet-westerse cultuur. Vaak komen haar hoofdpersonages in een confrontatie terecht tussen twee culturen, waarbij ze dan uiteindelijk voor de traditionele cultuur kiezen. Veel van haar boeken gaan over de nomaden in de Sahara – waar ze zelf een tijd verbleef – en over Japan. Ook schreef ze boeken over Indianen, Atlantis, Tibet, Mongolië en Griekenland. Enkele van haar meer hedendaagse boeken gaan over Zwitserland. De laatste jaren spelen dieren een belangrijke rol in haar boeken, met name dolfijnen en paarden.

### Jeugdboeken (deels 10+ en deels 12+)
- 1961 - Regen over India (Bruna)
- 1961 - De Rode Sjaal (Bruna)
- 1962 - Cathy van de Navajo-indianen (Bruna)
- 1963 - Amy, de ontembare (Bruna)
- 1963 - De zaak Laflamme (Bruna)
- 1963 - De nacht van de Rode Maan (Bruna)
- 1964 - De gouden vogels (Bruna)
- 1964 - Het meisje met het luipaard (Bruna)
- 1965 - Liefde kent geen grenzen (Bruna)
- 1967 - De lichtjes van Tokio (Bruna)
- 1968 - Anga's wilde paard (Bruna)
- 1971 - De Prins van Mexico (Leopold).
- 1972 - Vrij onder de zon (Leopold)
- 1972 - Vrij onder de zon (Leopold)
- 1975 - Zonnen van Atlantis (Leopold)
- 1975 - Zonnen van Atlantis (Leopold)
- 1977 - De gouden daken van Lhasa (Leopold)[2]
- 1979 - Pas op, daar komt Manuella! (Lotus)[3]
- 1980 - Kel Rela (Leopold)
- 1983 - In het teken van de Hemelse Beer (Leopold)
- 1983 - In het teken van de Rode Zon (Leopold)
- 1985 - In het teken van de Blauwe Vlam (Leopold)
- 1985 - Vlammende Ster (Holland)
- 1987 - Aischa (Leopold)
- 1991 - Lucia en de wijze boom (Infodok)
- 1993 - Samira, koningin van de Toearegs (Leopold)[4][5]
- 1994 - Samira, dochter van de Ihaggaren (Leopold)
- 1995 - Samira, kind van de Blauwe Bergen (Leopold)
- 1996 - Melina en de dolfijnen (Facet)
- 1996 - Het valkenjong (Leopold)[6]
- 1997 - Het lied van de dolfijn (Facet)
- 1997 - Het maanpaard (Facet)
- 1998 - De droom van de ballerina (Leopold)
- 2000 - Mila's toverlied (Facet)
- 2001 - Een viool voor Shana (Facet)
- 2001 - Witte kraanvogel boven Tibet (Facet)

- 2002 - Wilde paarden in gevaar (Facet)
- 2002 - Paarden, wind en zon (Facet)
- 2002 - Ruiters in de nacht (Facet)

- 2003 - Solal, het paard van de goden (Facet)
- 2004 - De turkooizen vogel (Facet)
- 2004 - De koperrode hengst (Facet)
- 2004 - De rode sjaal (Facet)

### Kinderboeken (9-11 jaar)
- 2000 - De witte merrie (Facet)

## Prijzen
- 1972: Zilveren Griffel voor De Prins van Mexico[7]
- 1978: Zilveren Griffel voor De gouden daken van Lhasa[8]